# Linkedin
Linkedin (i marknadsföringsammanhang även skrivet LinkedIn) är en webbtjänst och socialt nätverk ägt av Microsoft där man kan sköta sitt professionella nätverk. Linkedin lanserades 2003. 

## Historia
Sedan juni 2011 finns ett kontor i Stockholm med ansvar för den nordiska marknaden. Företaget introducerades på NYSE den 19 maj 2011.
2012 blev Linkedin hackat.
I juni 2016 meddelade Microsoft att man kommer förvärva Linkedin för 217 miljarder kronor. Transaktionen fullbordades under 2016.

## Tjänst
Tjänsten är inriktad på att skapa en mötesplats mellan arbetssökande och företag. Den fungerar också som ett forum där individer kan återknyta kontakten med gamla kollegor. Med hjälp av sitt kontaktnät kan man som individ hitta nytt arbete eller nya affärsmöjligheter. Tjänsten fungerar också så att företag och organisationer kan leta nya anställda genom olika typer av abonnemang.
Som registrerad användare skapar man en profil med uppgifter om sig själv. Man kan bjuda in andra personer att bli kontakter i sitt nätverk. Det ska vara personer som man redan känner och litar på för att ge ett starkt och värdefullt nätverk. Om dessa personer inte sedan tidigare finns på Linkedin måste de först registrera egna profiler för att kunna bli kontakter. Dessa personer kan i sin tur bjuda in personer som de känner och börja bygga sina egna nätverk.
Om man anger vid vilka skolor man har studerat och på vilka arbetsplatser man har arbetat så hjälper Linkedin användaren att komma i kontakt med tidigare studiekamrater och kollegor. Användarens kontaktnät består av egna kontakter, deras kontakter (andra gradens kontakter) och även dessas kontakter i ytterligare ett led (tredje gradens kontakter).
Man kan använda sitt nätverk på olika sätt:
- För att hålla kontakt med personerna i det egna nätverket och alltid ha aktuell information om var de arbetar eller studerar.
- Man kan, av en gemensam och betrodd kontakt, bli presenterad för en arbetsgivare eller affärspartner som man vill komma i kontakt med.
- Arbetsgivare kan söka kompetent personal och få dem rekommenderade av personer som de redan känner och litar på.
- Arbetssökande kan hitta kontakter på ett företag de vill arbeta på och få insikt i hur det är att arbeta på just den arbetsplatsen.

## Användning
Under våren 2021 hade Linkedin närmare 740 miljoner användare globalt. I oktober 2018 hade nätverket 3,5 miljoner svenska användare.[källa behövs]
Enligt en svensk undersökning 2022 hade 26 procent av de svenska internetanvändarna som är över 8 år använt Linkedin under det senaste året varav 6 procent använde tjänsten dagligen. Samma undersökning visade 2019 att bland de svenska användarna var det främst de i åldern 36–45 år som är mitt i karriären som nyttjade Linkedin. Undersökningen visade 2017 att det var vanligare att använda Linkedin bland de som arbetade inom it- och kommunikation (63 %) eller finans (51 %) än bland de som arbetade inom utbildning (17 %), vård (13 %) eller hotell- och restaurangbranschen (8 %). Samma undersökning visade 2022 att bland de svenska Linkedinanvändarna var den vanligaste aktiviteten att ta del av inlägg i flödet (69 %) följt av att marknadsföra sig själv (31 %) och söka efter platsannonser (29 %). Nio procent av de svenska användarna brukade skriva egna inlägg på plattformen.

## Kritik
Linkedin har fått kritik, främst för att utvinna e-postadresser till medlemmarnas kontakter och göra massutskick av inbjudningar till dessa personer i medlemmens namn.
Registreringsprocessen innefattar ett steg där användaren tillfrågas om lösenord till sina e-postkonton (som användaren dock kan avstå från att uppge). Med hjälp av inloggningsuppgifterna tar Linkedin reda på e-postadresser till kontakter i medlemmens adressbok eller som medlemmen har haft e-postkonversation med, och erbjuder att skicka ut inbjudningar till ett urval av dessa kontakter eller till alla dessa personer. Upp till 1500 inbjudningar kan sändas där medlemmen står som avsändare, omedelbart efter ett musklick som kan ha gjorts av misstag, utan att medlemmen har möjlighet att ångra eller dra tillbaka dem. 
Linkedin stämdes för att skicka ut ytterligare två påminnelseinbjudningar till kontakter som ignorerat den första avtalsenliga inbjudan. I november 2014 förlorade Linkedin en rättegång, med hänvisning till att inbjudningarna var att betrakta som oombedd reklam och inte skyddas av amerikansk tryckfrihet. Linkedin har därefter upphört att sända påminnelser, men fortsätter att göra massutskick av inbjudningar till medlemmars e-postkontakter.